# Zoo Neuwied
Koordinaten: 50° 27′ 11″ N, 7° 33′ 45″ O
Der Zoo Neuwied ist ein Tierpark an der Peripherie der Stadt Neuwied in Rheinland-Pfalz östlich des Stadtteils Heimbach-Weis am Rande des Naturparks Rhein-Westerwald. Im Jahr 2007 hatte der Zoo über 270.000 Besucher.

## Kurzbeschreibung
Der Zoo hält rund 1543 Tiere aus 183 Arten. Seine Gesamtfläche beträgt rund 13,5 Hektar. Es gibt darin unter anderem die größte Herde der Grauen Riesenkängurus außerhalb Australiens auf einer etwa 3,5 Hektar großen Anlage, vergesellschaftet mit Bennettkängurus und Emus. Außerdem lebt seit 2004 ein kleines Zuchtrudel der in freier Wildbahn ausgestorbenen Berberlöwen im Zoo Neuwied, das bis 2010 zehn Jungtiere zur Welt brachte. Im neuen, großen Affenhaus leben vier Schimpansen und drei verschiedene Krallenaffenarten. Neben Löwen und Tigern vergrößern Geparde die Gruppe der Raubkatzen – mit einer in Deutschland einmaligen Fütterungsanlage. Auf einem weitläufigen Freigehege, der „Afrikasavanne“, kann man eine Herde Watussirinder sehen, welche mit Streifengnus, Sitatungas und südafrikanischen Blauhalsstraußen vergesellschaftet sind. Des Weiteren gibt es eine große Voliere mit Südlichen Hornraben.

## Geschichte
Der Zoo Neuwied wurde 1970 zum ersten Mal für die Besucher geöffnet. Damals hieß er „Tierpark Hubertushof“. Zu der Zeit waren die australischen Tiere stark vertreten. Die Hauptattraktionen waren Beutelteufel, Schnabeligel, Dingos, Nacktnasenwombats, Kakadus, Tüpfelbeutelmarder, Schwarzschwäne und die große Herde Kängurus.
Der Zoo Neuwied hatte schon früh große Zuchterfolge, darunter die deutsche Erstnachzucht bei den südafrikanischen Buntböcken und die Welterstnachzucht bei verschiedenen Papageienarten. Zu weiteren Zuchterfolgen zählen die Naturaufzuchten Afrikanischer Strauße, bei denen erstmals in Deutschland die Eier von den Tieren selbst erfolgreich bebrütet werden statt im Brutkasten, und die Nachzucht von Rötelpelikanen, die in Madagaskar und der Südhälfte Afrikas beheimatet sind.
1980 wurde das Gelände von einem Tierhändler gepachtet, der es als Privat- und Tierhandelszoo führte, dort aufgekaufte Tiere zur Schau stellte und dann weiterverkaufte. Zeitweise waren so auch Elefanten, Gorillas und Flusspferde im Zoo untergebracht. Da es aber zu Problemen mit dem Artenschutz kam, musste der Tierhändler das Gelände 1985 aufgeben. Der Zoo Neuwied wurde damals beinahe geschlossen. 
Noch 1984 gründeten einige engagierte Bürger einen Förderverein, der sich hauptsächlich durch Spenden, den Erlös aus Tierverkäufen und den Einnahmen aus Eintrittsgeldern finanzierte. Seit der Übernahme durch den Förderverein hat sich der Zoo Neuwied merklich verändert und steht unter wissenschaftlicher Leitung, zunächst des Biologen Heinrich Klein († 24. September 2011). Unter anderem wurden ein Exotarium mit Terrarien für Reptilien und Volieren gebaut, das Raubtierhaus vergrößert und 1995 eine große Seehundanlage mit Unterwassersichttunnel und Nordseeambiente errichtet. 

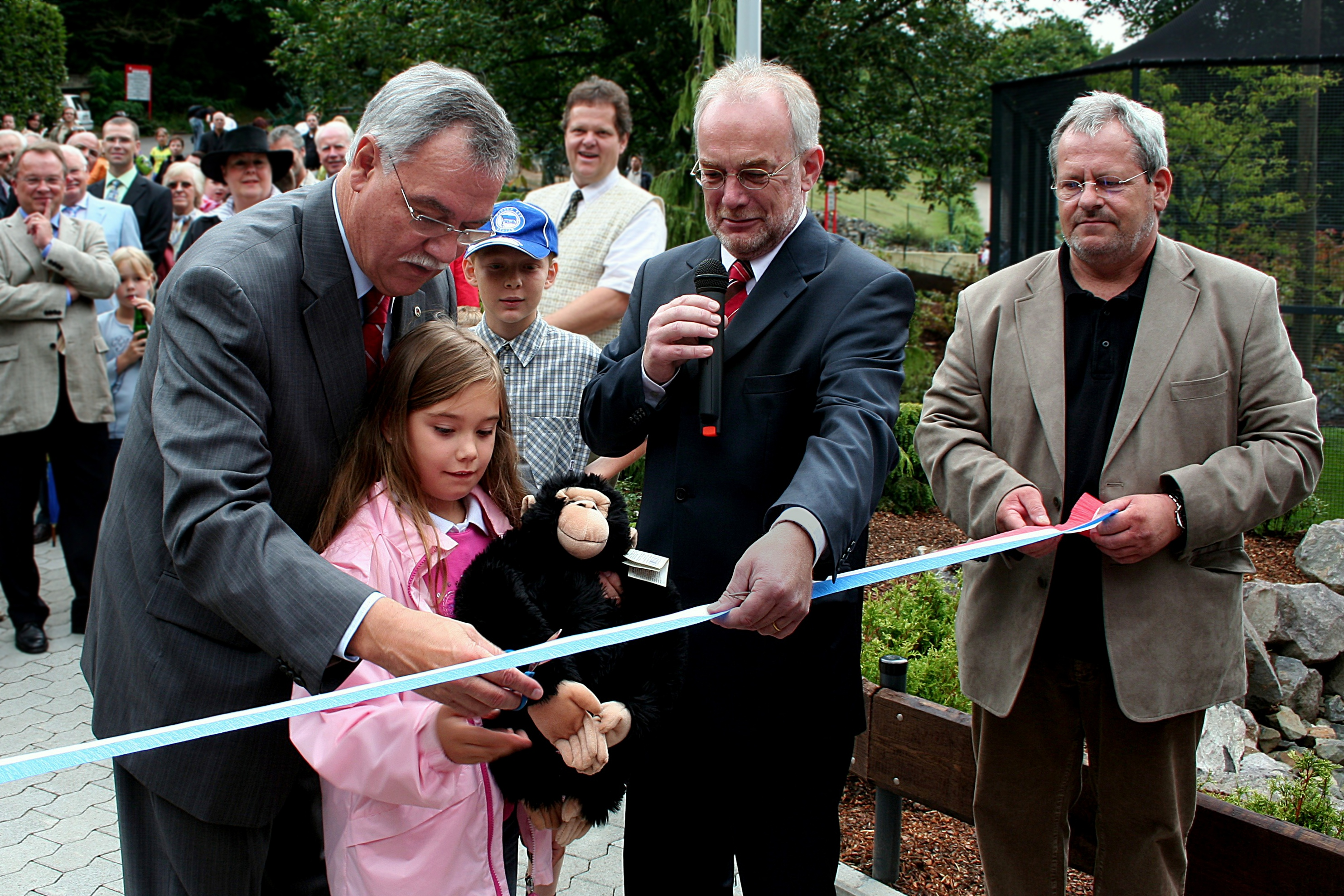
Eröffnung des Affenhauses im August 2006; links Innenminister Karl Peter Bruch, neben ihm Oberbürgermeister Nikolaus Roth und Zoodirektor Heinrich Klein

Im Jahr 2000 wurde ein neues Lemurenhaus mit Außenkäfig für Weißkopfmakis gebaut, 2003 die neue Löwenanlage fertiggestellt und 2004 eine Pinguinanlage, auf der 14 Humboldtpinguine eingezogen sind. Im Jahr 2005 konnten zehn Nasenbären im Zoo auf einer neuen Anlage einziehen und 2006 wurde das neue Menschenaffenhaus fertiggestellt. Dort wo früher die Schimpansenanlage war, steht seit März 2008 eine Neuweltaffenanlage mit einer Grundfläche von ca. 100 m² und einer durchschnittlichen Höhe von 8 Metern; sie ist mit Felswänden ausgekleidet. Im Frühjahr 2010 sind erstmals Erdmännchen in den Zoo eingezogen. Sie leben in der komplett neu gestalteten ehemaligen Zebramangustenanlage. Im Frühsommer 2010 wurde die erweiterte Tigeranlage eröffnet. In der großzügigen Freianlage können die Großkatzen in zwei Badebecken schwimmen und haben mehr als 1000 m² Gehegefläche zur Verfügung. Im Mai 2011 konnte ein weiterer Meilenstein in der Zoogeschichte gefeiert werden. Das alte Reptilienhaus war über 50 Jahre alt. Das neue Exotarium ist nach modernsten Gesichtspunkten sowohl für die Tierhaltung als auch für die Besucher gebaut worden. Riesenschlangen, Echsen, Warane und viele andere Reptilien sind in das neue Haus eingezogen und erstmals in der Geschichte des Zoos werden auch Krokodile präsentiert. Im neuen Exotarium mit der etwa 500 m² großen Schaufläche können die Besucher in den 38 großen Anlagen neben den Reptilien nun auch Insekten und Spinnen, aber auch Vögel und Säugetiere, die es das ganze Jahr über warm mögen, sehen. Insgesamt leben hier nun mehr als 120 Tiere aus rund 44 Tierarten. Die Gänsegeieranlage wurde im Jahr 2012 komplett neu gestaltet. Hier wurden eine Felsenlandschaft und verschiedene Nistmöglichkeiten sowie ein Wasserbecken installiert. Die Zuchtanlage für die Geparde wurde im Jahr 2013 grundlegend renoviert und neugestaltet.
Auch heute hat der Zoo Neuwied noch viele Zuchterfolge. Der größte Erfolg war, als an einem Tag zehn Gepardbabys geboren wurden, von denen acht großgezogen wurden.
Der Zoo Neuwied legt besonderen Wert auf die Betreuung von Kindern und bietet im Rahmen eines eigenen pädagogischen Konzepts ein entsprechendes Angebot für Schulen, aber auch die Veranstaltung von Kinderfeiern an. Ein Streichelzoo, Baum- und Naturlehrpfad sind hierzu Teil bzw. Ergänzung.

## Bilder

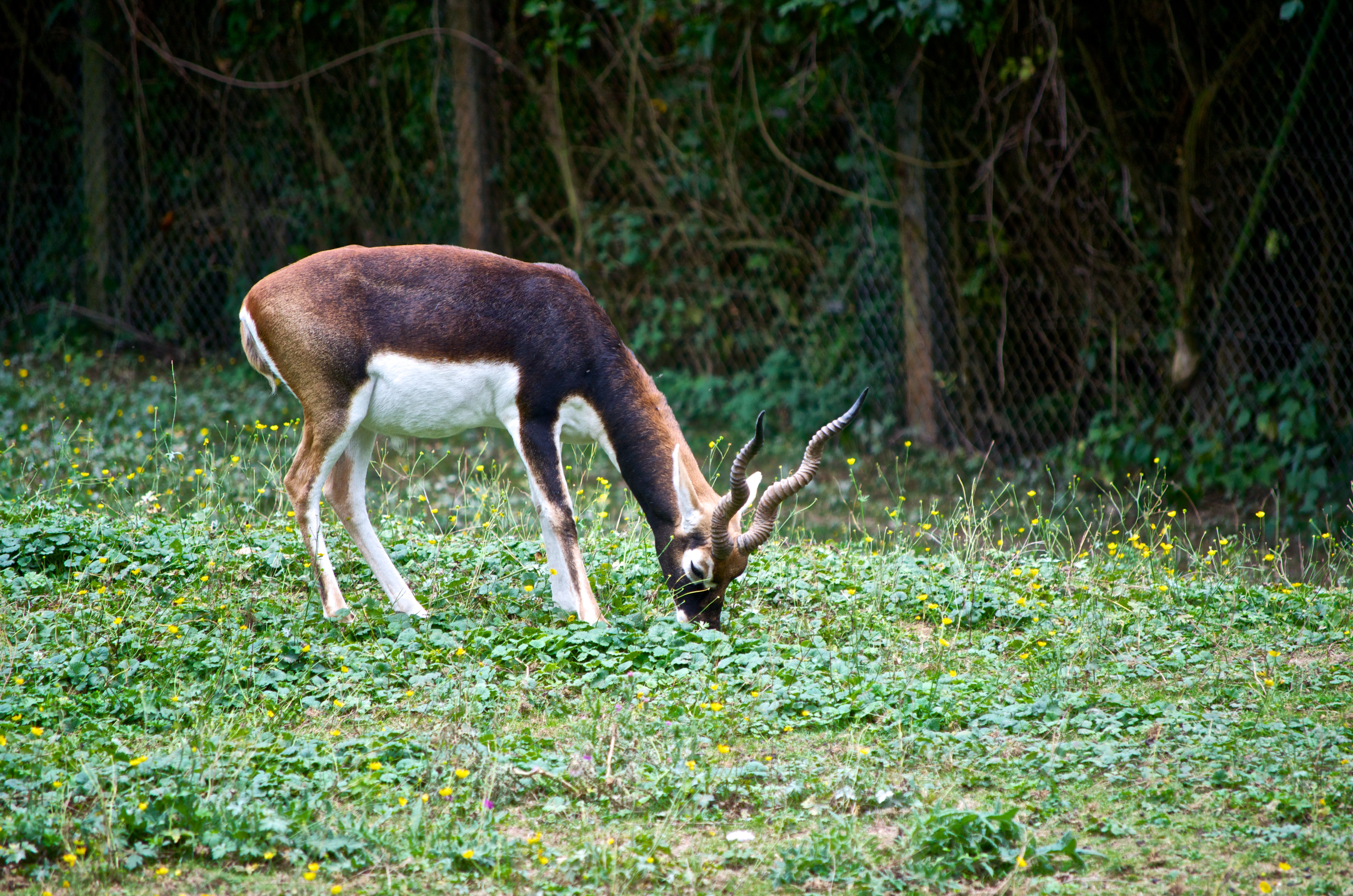
Hirschziegenantilope im Wildgehege
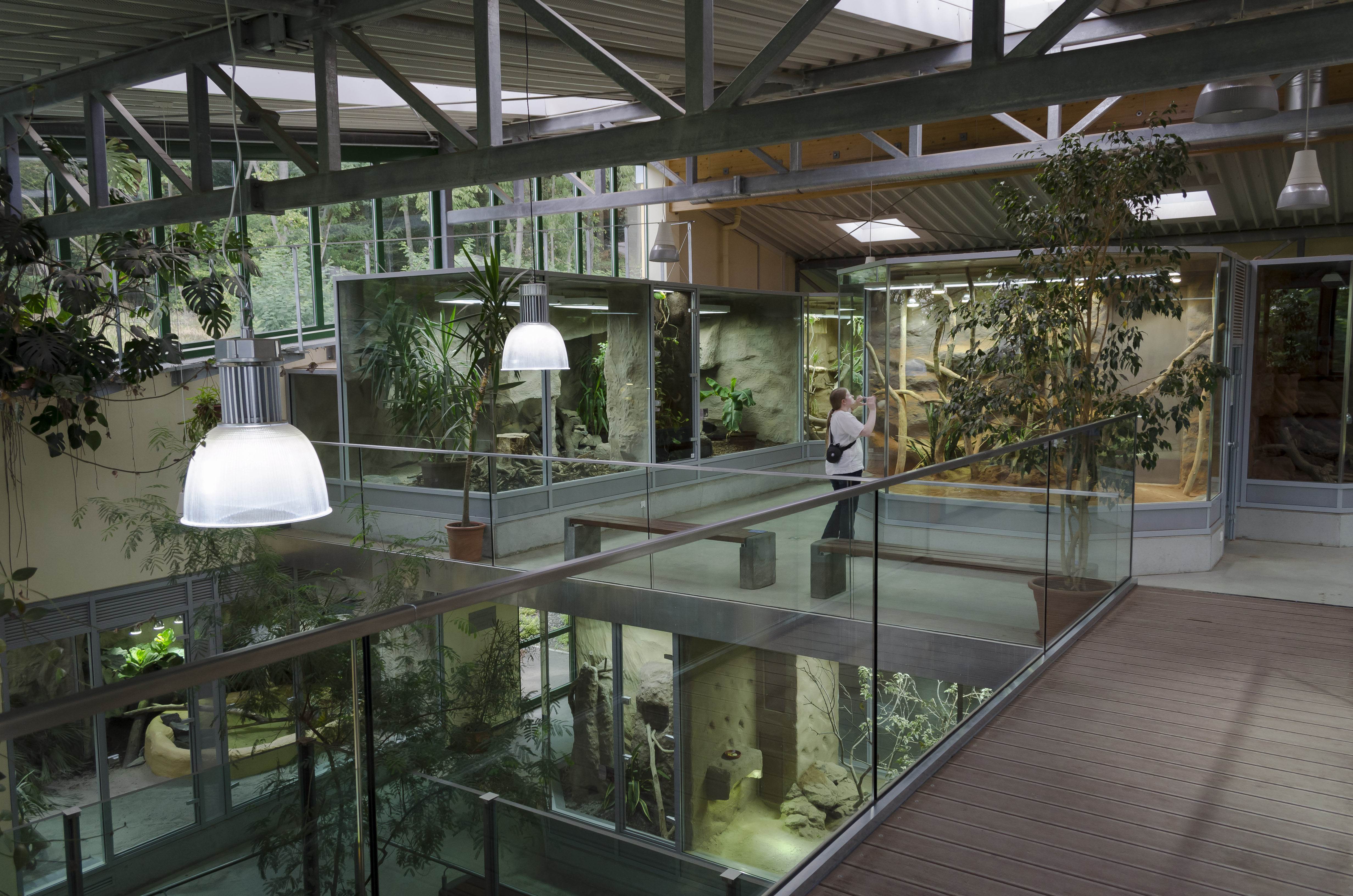
Innenansicht Exotarium
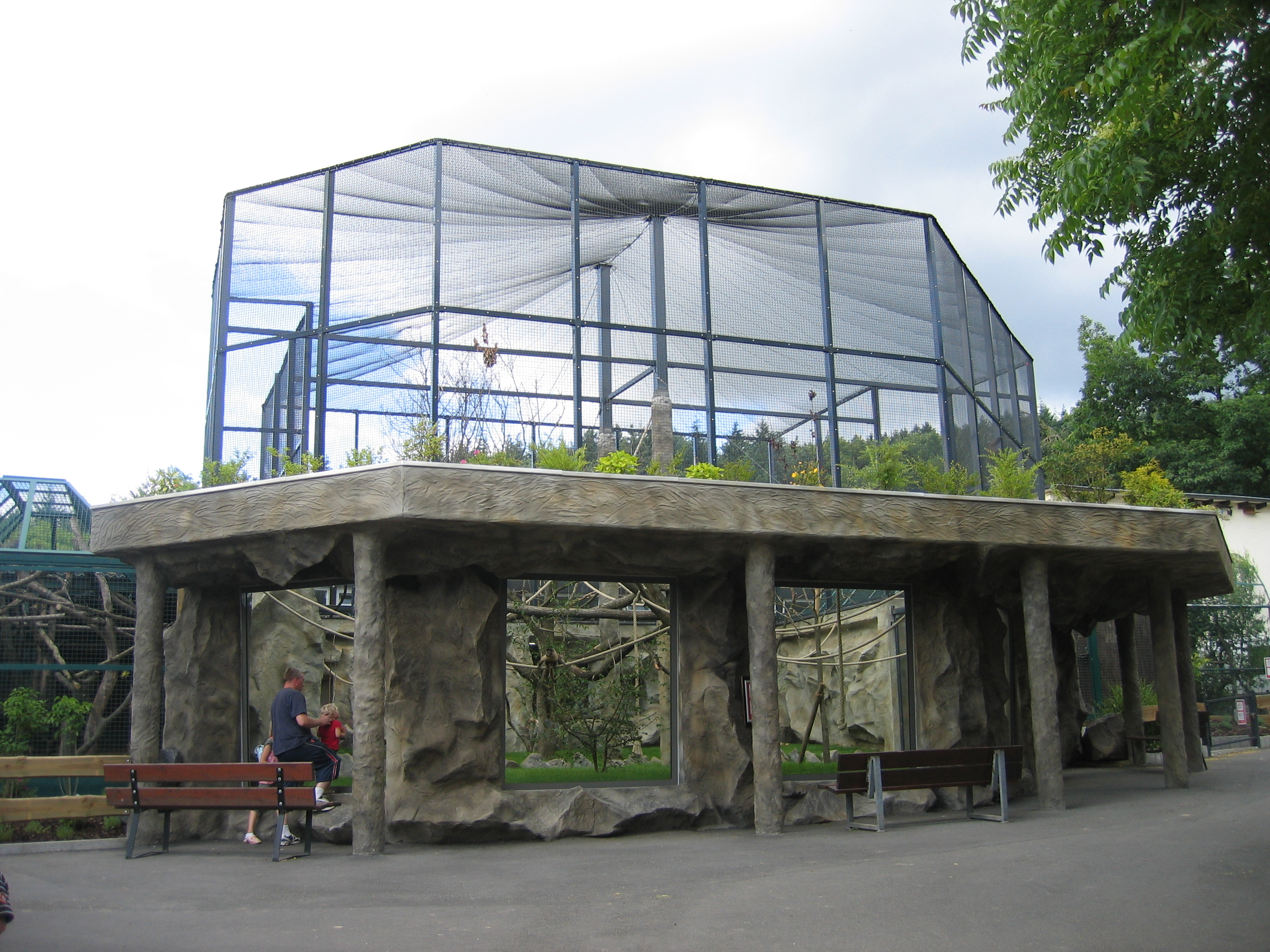
Affenhaus
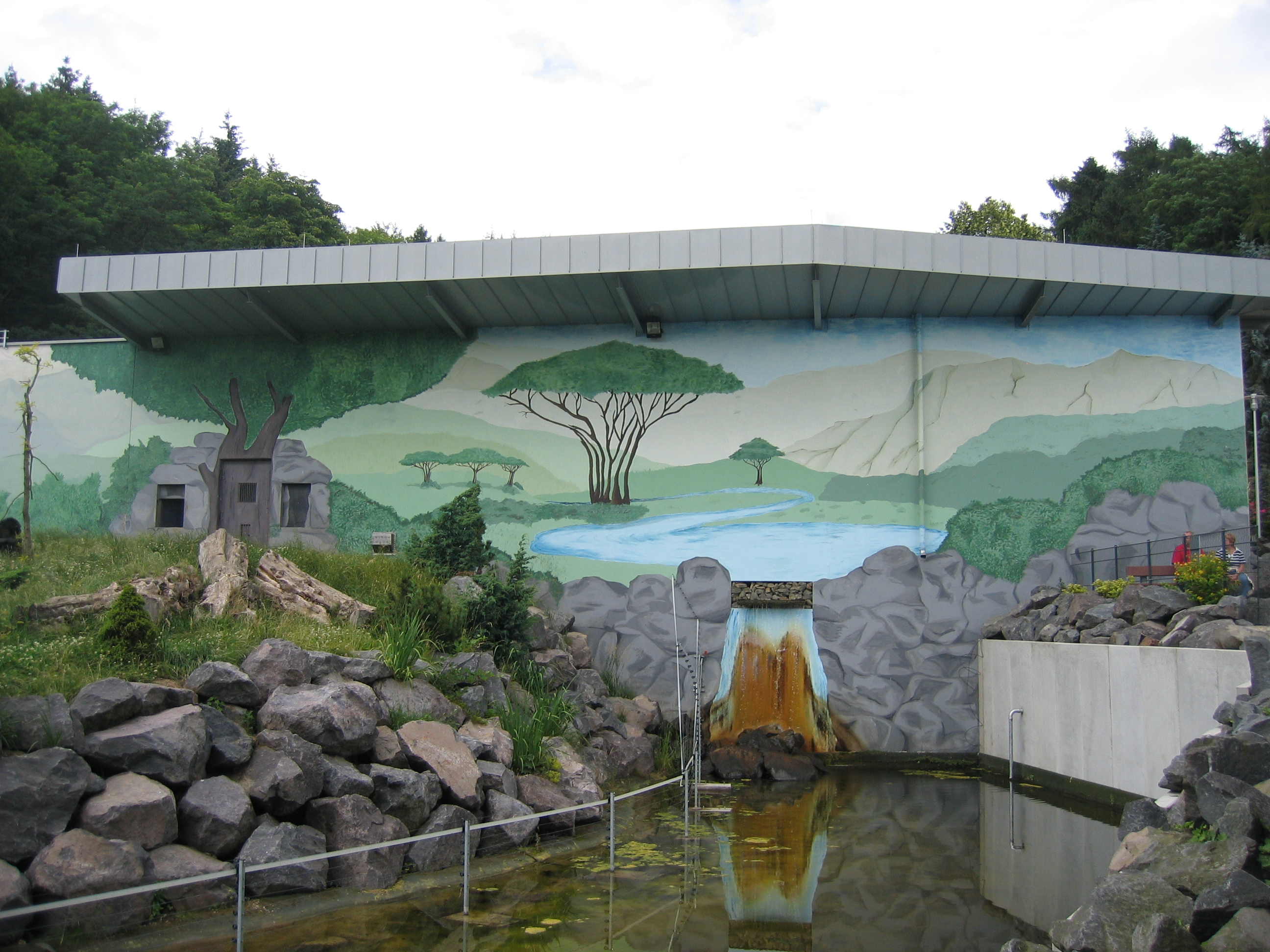
Menschenaffenhaus mit Freigehege
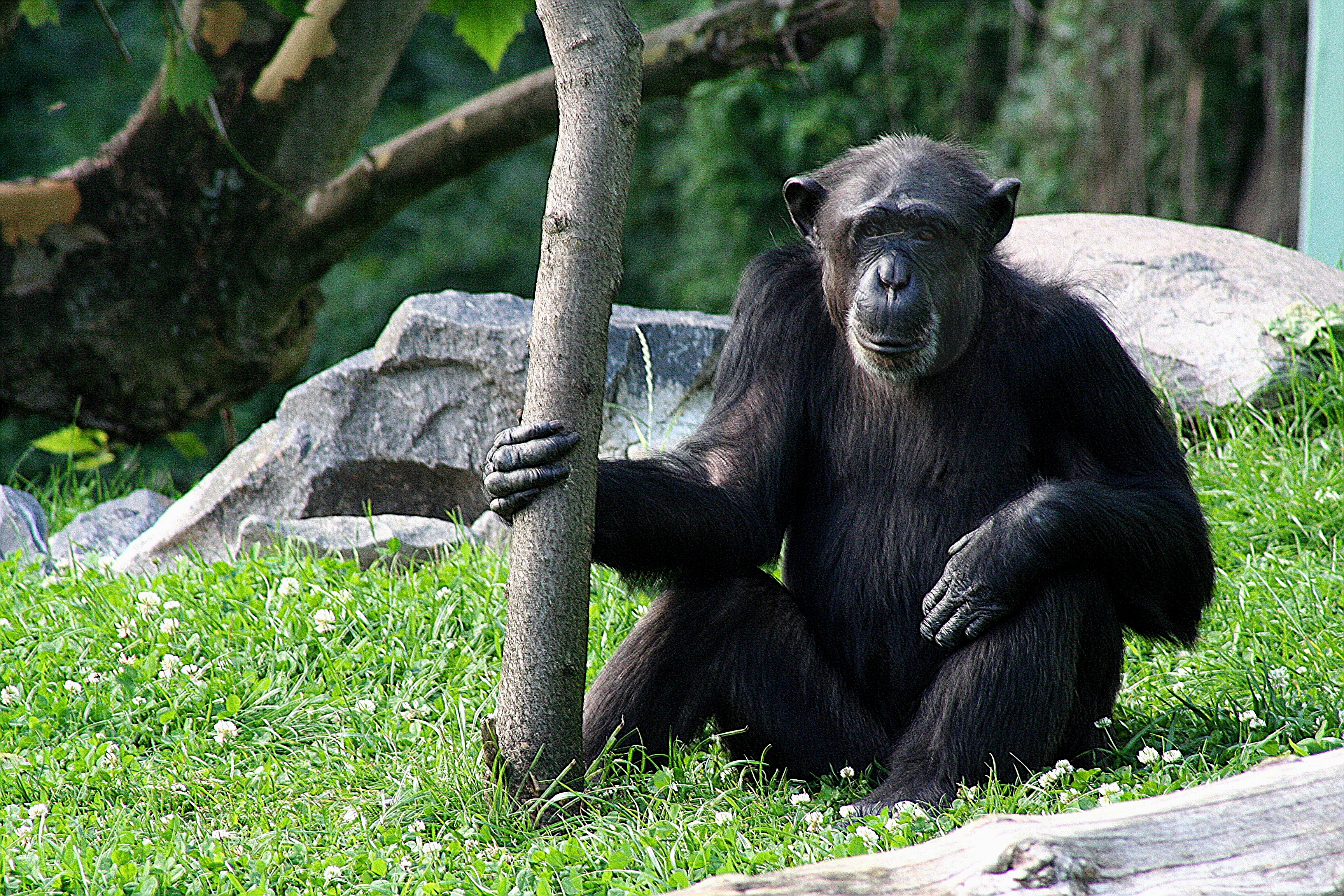
Schimpanse im Außengelände des Menschenaffenhauses
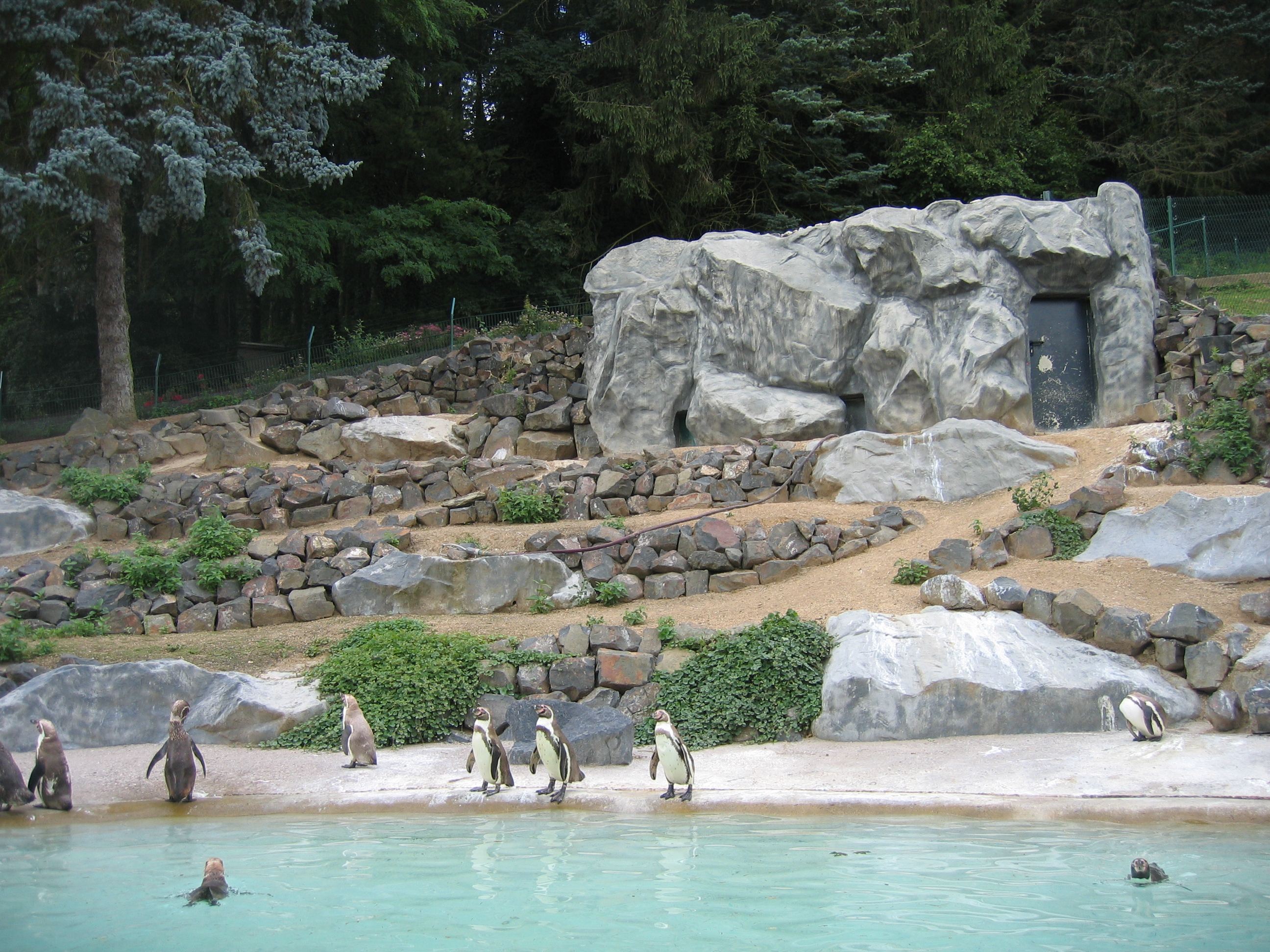
Pinguinbecken